# Championnat des Antilles néerlandaises de football 2003-2004
Navigation
Saison précédente Saison suivante
La saison 2003-2004 du Championnat des Antilles néerlandaises de football est la quarantième édition de la Kopa Antiano, le championnat des Antilles néerlandaises. Les deux meilleures équipes de Curaçao et de Bonaire se rencontrent lors d'un tournoi inter-îles.
C'est le champion de Curaçao et tenant du titre, le CSD Barber qui remporte à nouveau la compétition après avoir battu en finale l'autre représentant curacien, le SV Victory Boys. Il s’agit du troisième titre de champion des Antilles néerlandaises de l’histoire du club.

## Compétition
Le barème utilisé pour établir les différents classements est le suivant :
- Victoire : 3 points
- Match nul : 1 point
- Défaite : 0 point

### Championnat de Curaçao

#### Phase régulière
| Rang | Équipe                    | Pts | J  | G  | N | P  | Bp | Bc | Diff |
| ---- | ------------------------- | --- | -- | -- | - | -- | -- | -- | ---- |
| 1    | CSD BarberT               | 39  | 18 | 11 | 6 | 1  | 47 | 9  | +38  |
| 2    | RKVFC Sithoc              | 39  | 18 | 12 | 3 | 3  | 31 | 12 | +19  |
| 3    | SV Victory Boys           | 34  | 18 | 9  | 7 | 2  | 32 | 17 | +15  |
| 4    | UD Banda Abou             | 33  | 18 | 9  | 6 | 3  | 22 | 13 | +9   |
| 5    | CRKSV Jong Colombia       | 24  | 18 | 7  | 3 | 8  | 26 | 21 | +5   |
| 6    | Sport Unie Brion-Trappers | 19  | 17 | 5  | 4 | 8  | 22 | 25 | -3   |
| 7    | Deportivo Santa Cruz      | 15  | 17 | 4  | 3 | 10 | 10 | 38 | -28  |
| 8    | CRKSV Jong Holland        | 14  | 17 | 3  | 5 | 9  | 14 | 35 | -21  |
| 9    | RKSV Centro Dominguito    | 13  | 17 | 3  | 4 | 10 | 11 | 24 | -13  |
| 10   | Inter Willemstad          | 12  | 18 | 3  | 3 | 12 | 15 | 34 | -19  |

|  | Qualification pour le Kaya 4                     |
|  | Participation au barrage de promotion-relégation |
|  | T : Tenant du titre                              |

#### Kaya 4
| Rang | Équipe          | Pts | J | G | N | P | Bp | Bc | Diff |  | Résultats (▼ dom., ► ext.) | Vic | Bar | Sit | Ban |
| ---- | --------------- | --- | - | - | - | - | -- | -- | ---- |  | -------------------------- | --- | --- | --- | --- |
| 1    | SV Victory Boys | 7   | 3 | 2 | 1 | 0 | 4  | 1  | +3   |  | SV Victory Boys            |     | 1-0 | nul | 3-1 |
| 2    | CSD BarberT     | 6   | 3 | 2 | 0 | 1 | 3  | 2  | +1   |  | CSD BarberT                |     |     | 2-1 | 1-0 |
| 3    | RKVFC Sithoc    | 2   | 3 | 0 | 2 | 1 | 1  | 2  | -1   |  | RKVFC Sithoc               |     |     |     | 0-0 |
| 4    | UD Banda Abou   | 1   | 3 | 0 | 1 | 2 | 1  | 4  | -3   |  | UD Banda Abou              |     |     |     |     |

|  | Qualification pour la Kopa Antiano et la finale |
|  | T : Tenant du titre                             |

#### Finale
| 23 mai 2004 | CSD Barber         | 1 - 0 | SV Victory Boys | Ergilio Hato Stadion, Willemstad |
|             | Segrel Burnett 49e |       |                 |                                  |

### Championnat de Bonaire

#### Phase régulière
| Rang | Équipe             | Pts | J  | G | N | P | Bp | Bc | Diff |
| ---- | ------------------ | --- | -- | - | - | - | -- | -- | ---- |
| 1    | Real RinconT       | 27  | 12 | 8 | 3 | 1 | 28 | 12 | +16  |
| 2    | SV Uruguay         | 25  | 12 | 7 | 4 | 1 | 31 | 13 | +18  |
| 3    | Atlétiko Tera Kòrá | 22  | 12 | 7 | 1 | 4 | 17 | 14 | +3   |
| 4    | SV EstrellasT      | 19  | 12 | 5 | 4 | 3 | 23 | 14 | +9   |
| 5    | SV Vitesse         | 9   | 12 | 2 | 3 | 7 | 9  | 22 | -13  |
| 6    | SV Vespo           | 8   | 12 | 2 | 2 | 8 | 20 | 30 | -10  |
| 7    | SV Juventus        | 7   | 12 | 2 | 1 | 9 | 13 | 36 | -23  |

|  | Qualification pour le Kaya 4 |
|  | T : Tenant du titre          |

#### Kaya 4
| Rang | Équipe             | Pts | J | G | N | P | Bp | Bc | Diff |  | Résultats (▼ dom., ► ext.) | Rea | Est | Atl | Uru |
| ---- | ------------------ | --- | - | - | - | - | -- | -- | ---- |  | -------------------------- | --- | --- | --- | --- |
| 1    | Real RinconT       | 10  | 6 | 3 | 1 | 2 | 14 | 8  | +6   |  | Real RinconT               |     | 2-0 | 1-2 | 5-0 |
| 2    | SV Estrellas       | 10  | 5 | 3 | 1 | 1 | 11 | 9  | +2   |  | SV Estrellas               | 3-3 |     | 3-1 |     |
| 3    | Atlétiko Tera Kòrá | 8   | 6 | 2 | 2 | 2 | 8  | 8  | 0    |  | Atlétiko Tera Kòrá         | 2-1 | 0-1 |     | 1-1 |
| 4    | SV Uruguay         | 2   | 5 | 0 | 2 | 3 | 6  | 14 | -8   |  | SV Uruguay                 | 1-2 | 2-4 | 2-2 |     |

|  | Qualification pour la Kopa Antiano et la finale |
|  | T : Tenant du titre                             |

#### Finale
| Équipe 1     | Résultat | Équipe 2       | Aller | Retour |
| ------------ | -------- | -------------- | ----- | ------ |
| SV Estrellas | 0 - 1    | 'Real RinconT' | 0 - 0 | 0 - 1  |

### Kopa Antiano
Les quatre clubs qualifiés (SV Estrellas et Real Rincon pour Bonaire, CSD Barber et SV Victory Boys pour Curaçao) sont regroupés au sein d'une poule unique où chaque équipe rencontre les deux formations de l'autre île. Les deux premiers de la poule se qualifient pour la finale du championnat.

#### Phase de poule
| Rang | Équipe          | Pts | J | G | N | P | Bp | Bc | Diff |  | Résultats (▼ dom., ► ext.) | Vic | Bar | Rea | Est |
| ---- | --------------- | --- | - | - | - | - | -- | -- | ---- |  | -------------------------- | --- | --- | --- | --- |
| 1    | SV Victory Boys | 6   | 2 | 2 | 0 | 0 | 5  | 1  | +4   |  | SV Victory Boys            |     |     | 3-1 |     |
| 2    | CSD BarberT     | 3   | 2 | 1 | 0 | 1 | 1  | 1  | 0    |  | CSD BarberT                |     |     |     | 1-0 |
| 3    | Real Rincon     | 3   | 2 | 1 | 0 | 1 | 2  | 3  | -1   |  | Real Rincon                |     | 1-0 |     |     |
| 4    | SV Estrellas    | 0   | 2 | 0 | 0 | 2 | 0  | 3  | -3   |  | SV Estrellas               | 0-2 |     |     |     |

#### Finale
| 1er septembre 2004 | CSD Barber | 2 - 0 | SV Victory Boys | Ergilio Hato Stadion, Willemstad |  |
|                    |            |       |                 |                                  |  |

## Bilan de la saison
| Championnat des Antilles néerlandaises de football 2003-2004 |                       |
| Champion                                                     | CSD Barber (3e titre) |
| Qualifications continentales                                 |                       |
| CFU Club Championship 2004                                   | Aucun                 |
| Promotions et relégations                                    |                       |
| Promus en Kopa Antiano                                       | Aucun                 |
| Relégués                                                     | Aucun                 |